# Halmstad Sports Car Event
Halmstad Sports Car Event (HSCE) är en bilutställning, som äger rum på Brottet i Halmstad. Evenemanget arrangeras en lördag under sommaren varje år. År 2024 arrangerades HSCE för elfte året i följd, med undantag för inställda event under pandemiåren.
Under evenemanget ställs cirka 300 bilar ut. Utöver dessa visar även sponsorer (bilfirmor) upp sina nyheter. Evenemanget innehåller även flyguppvisning, underhållning och uppträdanden på scen, servering och viss försäljning. De sista åren har Bosse Bildoktorn och motorjournalisten Peter Sundfeldt från Motorjournalen varit konferencier.
Halmstad Sports Car Event drivs utan vinstintresse av ideella krafter och överskottet skänks till välgörenhets- och hjälporganisationer. År 2024 tillfaller överskottet Barncancerfonden och MIND Halmstad.

## Kategorier
Utställningen täcker in bilar i klasserna:
- Sportbilar
- GT bilar
- Formelbilar
- Racingbilar
- Rallybilar
- Specialbilar

## Bakgrund
År 2010 bestämde Thomas Ericsson och Staffan Ydén, båda från Halmstad, att det behövdes en bilutställning i Halmstad. De engagerade en stab med andra bilintresserade och sommaren 2011 hölls det första Halmstad Sports Car Event på Brottet i Halmstad. Redan första året blev evenemanget en succé med 4 500 besökare och drygt 200 utställande bilar och eventet fick pris som Bästa Arrangör i Sverige.
Sedan dess har allt fler besökare och fler bilutställare kommit till Brottet i juli. År 2017 fanns drygt 300 bilar på utställningsområdet och besökarna uppskattades vara fler än 10 000.

## Priser
- 2011 tog Halmstad Sports Car Event hem priset Green Light Special Award som bästa arrangör i Sverige, vid GreenLight Galan i Trollhättan.
- 2014 tilldelades Halmstad Sports Car Event priset för Årets Evenemang, vid Halmstad Näringslivs Gala. [3].